# Okinawa-Habuschlange
Die Okinawa-Habuschlange (Ovophis okinavensis, japanisch 姫波布 Hime-Habu) ist eine asiatische Schlangenart der Vipern und Grubenottern aus der Gattung Ovophis.

## Merkmale
Ovophis okinavensis besitzt einen kräftigen, untersetzten Körperbau und erreicht eine Gesamtlänge zwischen 30 und 55 cm, selten bis 80 cm. Der Kopf ist bei Aufsicht dreieckig geformt und setzt sich deutlich vom Hals ab. Das relativ kleine Auge hat eine bei Lichteinfall vertikal geschlitzte Pupille. Die Oberseite des Kopfes ist dunkelbraun gefärbt, die Unterlippenschilde sind schwarz gepunktet. Zwischen Auge und Hals verläuft ein breites, schwarzes und etwas heller gesäumtes Band. Der Körper weist eine bräunliche bis gelblich-graue Grundfärbung auf. Entlang des Rückens zeichnen sich dunkelbraune Flecken ab, die miteinander verschmolzen sein und ein wellenartiges Band bilden können. Die Flanken sind durch gleichmäßig angeordnete, dunkelbraune Flecken gezeichnet, die vorder- und rückseits schwarz gesäumt sind. Eine weitere Reihe schwarzer Flecken verläuft unterhalb an den Flanken, wobei jeder Fleck den Rand eines Bauchschildes und ein bis zwei anliegende Flankenschuppen bedeckt. Die Bauchseite ist porzellanfarben bis grau sowie dicht gepunktet.
Der Giftapparat besteht, wie für Vipern typisch, aus seitlich des Schädels befindlichen Giftdrüsen (spezialisierte Speicheldrüsen) und im vorderen Oberkiefer befindlichen, beweglichen Fangzähnen (solenoglyphe Zahnstellung).

### Pholidose
Die Pholidose (Beschuppung) zeigt folgende Merkmale:
- Lorealgrube (Grubenorgan) umgeben vom 2. Oberlippenschild, unteren Vorderaugenschild sowie einem schmalen Schild von unten,
- 7 bis 8 Oberlippenschilde (Supralabialia),
- Scuta ocularia: 2 bis 3 Unteraugenschilde, größere Oberaugenschilde durch 6 bis 9 Schuppenreihen voneinander getrennt,
- 23, teilweise 21 Reihen schwach gekielter Rumpfschuppen (Scuta dorsalia), hintere teils ungekielt,
- 125 bis 135 Bauchschilde (Scuta ventralia),
- 39 bis 55 Unterschwanzschilde (Scuta subcaudalia), vordere ungeteilt und hintere paarig, sowie
- 1 ungeteiltes Analschild (Scutum anale).

## Verbreitung
Das Verbreitungsgebiet von Ovophis okinavensis liegt auf der Amami- und Okinawa-Gruppe der japanischen Ryūkyū-Inseln. Als Terra typica wird Okinawajima (Präfektur Okinawa) angegeben. Die besiedelten Habitate umfassen Feuchtgebiete im Tiefland, gebirgiges Grasland und Waldgebiete. Zumeist wird sie gewässernah angetroffen. Als Kulturfolger trifft man die Schlange ferner auf landwirtschaftlich genutzten Flächen an.
Die Art wird von der IUCN als nicht gefährdet eingestuft und ihr Populationstrend als stabil.

## Lebensweise
Ovophis okinavensis führt eine weitestgehend nachtaktive und bodenbewohnende Lebensweise. Zum Beutespektrum der Art zählen in erster Linie Froschlurche, jedoch werden auch kleine Reptilien, Nagetiere und Vögel erbeutet. Während der Paarungszeit von Odorrana narina Ende Dezember bis Mitte März versammeln sich die Frösche der Art für einige Tage an ihren Laichplätzen, sodass die Schlangen reichlich leichte Beute haben. Die Okinawa-Habuschlange ist nicht besonders aggressiv, weshalb trotz der Nähe zum Menschen verhältnismäßig wenig Bissunfälle dokumentiert werden. Die Fortpflanzung erfolgt laut Trutnau (1998) vermutlich in Abhängigkeit von Umweltbedingungen durch Oviparie (eierlegend) oder Ovoviviparie (ei-lebendgebärend). Anderen Berichten zufolge werden völlig entwickelte Jungschlangen geboren, die in einer fetalen Membran zur Welt kommen, die mehr oder weniger frei von erhärteter Schale ist. Diese Membran wird für gewöhnlich noch am selben Tag verlassen (ovovivipar).

## Schlangengift
Bei einem Giftbiss können 22,2 mg (Trockengewicht) Gift abgegeben werden. Das Giftsekret von Ovophis okinavensis enthält  Substanzen mit Einfluss auf die Hämostase (Pro- und Antikoagulantien) sowie möglicherweise Hämorrhagine (Metalloproteasen). Neben unspezifischen Allgemeinsymptomen (z. B. Kopfschmerz, Schwindel, Übelkeit, Erbrechen) können nach Giftbiss beim Menschen lokale Schmerzen und Ödem, Blasenbildung und Nekrose sowie systemisch Koagulopathie, Hämorrhagien und Schock auftreten. Ein spezifisches Antivenin steht nicht zur Verfügung und klinische Berichte über Bissunfälle liegen kaum vor. Es wird davon ausgegangen, dass Bisse der Art zumeist mit lokalen Effekten einhergehen und systemische Wirkungen nur selten auftreten. Bei schweren Intoxikationen kann ein Therapieversuch mit einem Antivenin für Gloydius blomhoffii-Bisse (z. B. 'Freeze-dried Mamushi Antivenom, Equine', Takeda) durchgeführt werden.

## Synonyme
Die wichtigsten Synonyme sind:
- Trimeresurus okinavensis Boulenger 1892
- Lachesis okinawensis Boulenger 1896